# Liste der Monuments historiques in Saint-Médard-de-Guizières
Die Liste der Monuments historiques in Saint-Médard-de-Guizières führt die Monuments historiques in der französischen Gemeinde Saint-Médard-de-Guizières auf.

## Liste der Bauwerke
| Bezeichnung      | Beschreibung              | Standort | Kennzeichnung | Schutzstatus | Datum | Bild |
| ---------------- | ------------------------- | -------- | ------------- | ------------ | ----- | ---- |
| Kirche St-Médard | Erbaut im 12. Jahrhundert | (Lage)   | PA00083784    | Inscrit      | 1925  |      |